# Ringkjøbings amt
Ringkjøbings amt (danska: Ringkjøbing Amt), även stavat Ringkøbings amt (danska: Ringkøbing Amt), var ett amt i västra Danmark. Amtet omfattade ett område på den västra sidan av halvön Jylland, mellan Limfjorden i norr och Ringkøbing Fjord i söder. Utöver residensstaden Ringkøbing, omfattade det även städerna Herning, Holstebro, Lemvig, Skjern och Struer.
Innan kommunreformen 1970 var Ringkjøbings amt Danmarks största amt till ytan, men samtidigt också det minst bördiga och glesast befolkade amtet i landet.

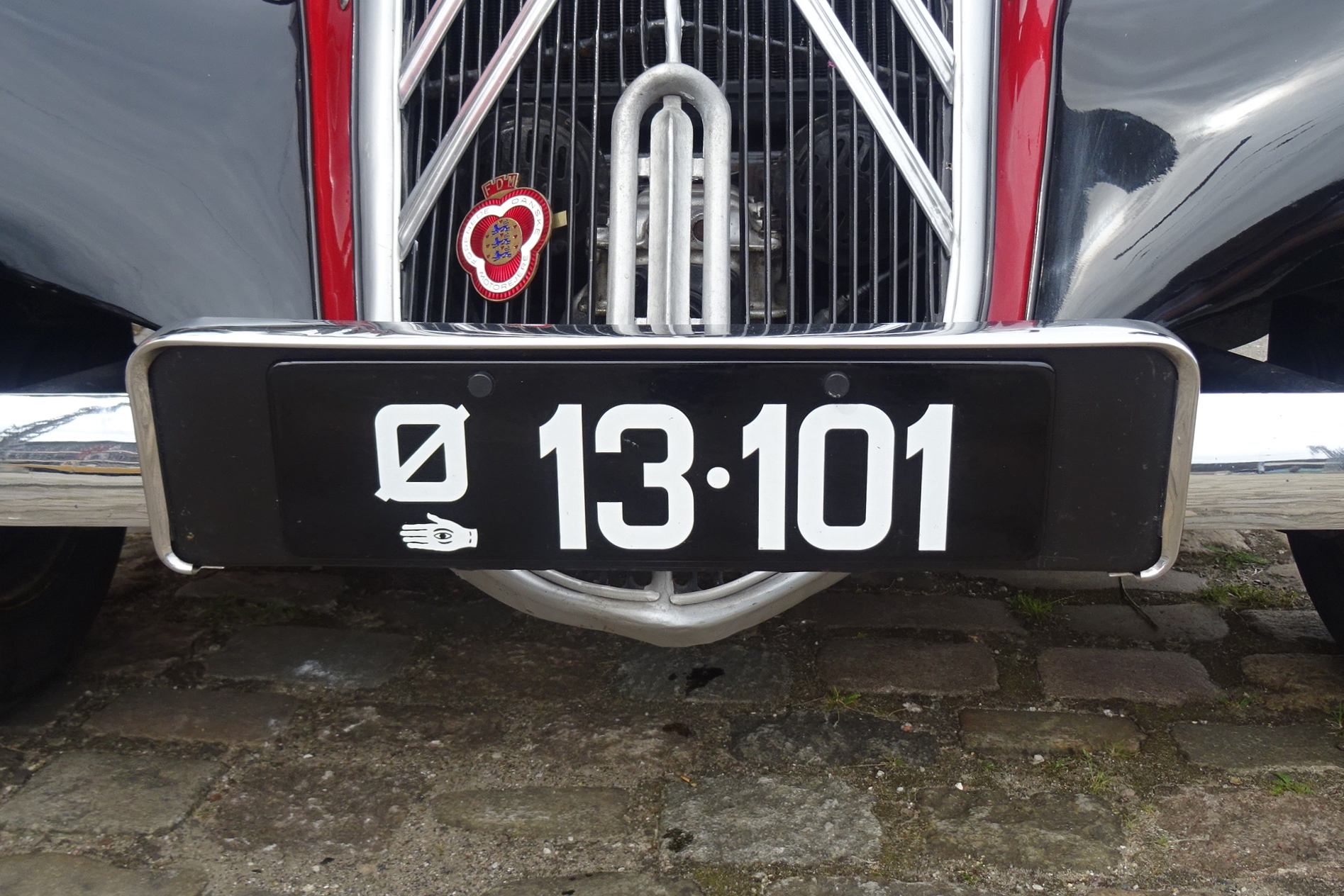
Gammal registreringsskylt från Ringkøbings amt.

## Administrativ historik
Ringkjøbings amt bildades i samband med amtsreformen 1793 genom en sammanslagning av Bøvlings amt och större delen av Lundenæs amt, från vilket Øster Horne härad istället fördes till Ribe amt.
1822 fördes Vrads härad över från Ringkjøbings amt till Århus amt.
1954 fördes Thyborøns socken över från Thisteds amt till Ringkjøbings amt. 
I samband med kommunreformen 1970 ändrades amtets gränser något, då mindre delar av Skanderborgs, Thisteds, Vejle och Viborgs amt fördes till Ringkjøbings amt, samtidigt som en mindre del av det som tidigare varit Ringkøbings amt fördes till Viborgs amt.
Sedan januari 2007 är området en del av Region Mittjylland.

## Kommuner
Ringkjøbings amt bestod mellan 1970 och 2006 av 18 kommuner:
| - Aulum-Haderup kommun - Brande kommun - Egvads kommun - Hernings kommun - Holmslands kommun - Holstebro kommun - Ikasts kommun - Lemvigs kommun - Ringkøbings kommun | - Skjerns kommun - Struers kommun - Thyborøn-Harboøre kommun - Thyholms kommun - Trehøje kommun - Ulfborg-Vembs kommun - Videbæks kommun - Vinderups kommun - Åskovs kommun |

## Härader

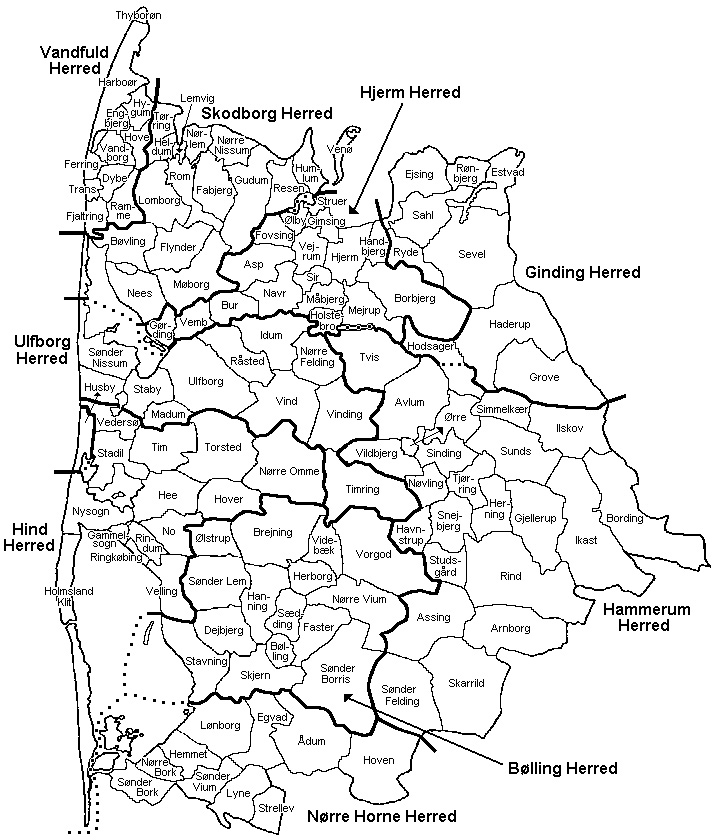
Karta över Ringkjøbings amt med dess indelning i härader och socknar (före kommunreformen 1970).

Ringkjøbings amt omfattade mellan 1822 och 1970 nio härader:
- Bøllings härad
- Gindings härad
- Hammerums härad
- Hinds härad
- Hjerms härad
- Nørre Horne härad
- Skodborgs härad
- Ulfborgs härad
- Vandfulds härad